# Eccoptosage lutea
Eccoptosage lutea là một loài tò vò trong họ Ichneumonidae.